# Lista episoadelor din Hogan's Heroes

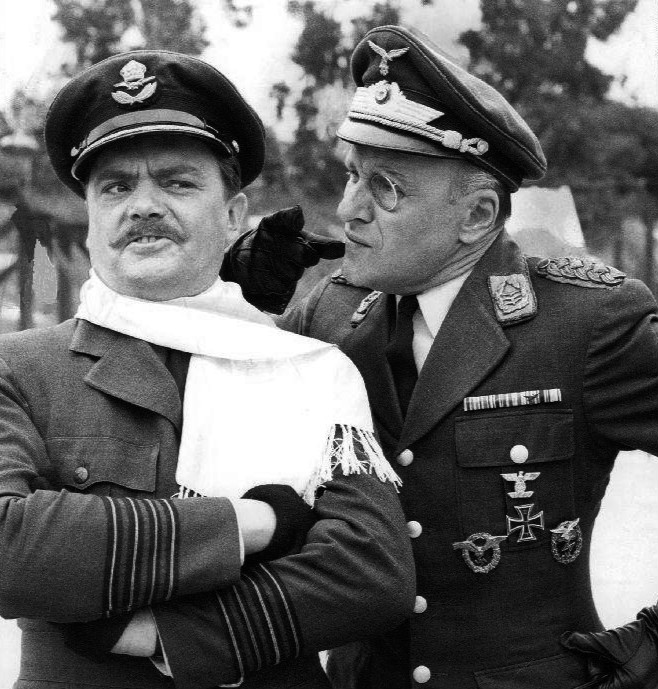

Aceasta este lista episoadelor din Hogan's Heroes:

## Rezumat
| Sezonul | Sezonul | Episoade | Premiera           | Premiera            | Lansare pe DVD     | Lansare pe DVD     |
| Sezonul | Sezonul | Episoade | Premiera sezonului | Sfârșitul sezonului | Regiunea 1         | Regiunea 4         |
| ------- | ------- | -------- | ------------------ | ------------------- | ------------------ | ------------------ |
|         | 1       | 32       | 17 septembrie 1965 | 29 aprilie 1966     | 15 martie 2005     | 30 iulie 2008      |
|         | 2       | 30       | 16 septembrie 1966 | 7 aprilie 1967      | 27 septembrie 2005 | 7 noiembrie 2008   |
|         | 3       | 30       | 9 septembrie 1967  | 30 martie 1968      | 7 martie 2006      | 5 martie 2009      |
|         | 4       | 26       | 28 septembrie 1968 | 22 martie 1969      | 15 august 2006     | 3 iunie 2009       |
|         | 5       | 26       | 26 septembrie 1969 | 27 martie 1970      | 19 decembrie 2006  | 4 august 2009      |
|         | 6       | 24       | 20 septembrie 1970 | 4 aprilie 1971      | 5 iunie 2007       | 30 septembrie 2009 |

## Episoade

### Sezonul I
| n° | Titlu                               | Premiera   |  |
| -- | ----------------------------------- | ---------- |  |
| 1  | The Informer                        | 9/17/1965  |  |
| 2  | Hold That Tiger                     | 9/24/1965  |  |
| 3  | Kommandant of the Year              | 10/1/1965  |  |
| 4  | The Late Inspector General          | 10/8/1965  |  |
| 5  | The Flight of the Valkyrie          | 10/15/1965 |  |
| 6  | The Prisoner's Prisoner             | 10/22/1965 |  |
| 7  | German Bridge is Falling Down       | 10/29/1965 |  |
| 8  | Movies Are Your Best Escape         | 11/5/1965  |  |
| 9  | Go Light on the Heavy Water         | 11/12/1965 |  |
| 10 | Top Hat, White Tie and Bomb Sight   | 11/19/1965 |  |
| 11 | Happiness Is a Warm Sergeant        | 11/26/1965 |  |
| 12 | The Scientist                       | 12/3/1965  |  |
| 13 | Hogan's Hofbrau                     | 12/10/1965 |  |
| 14 | Oil for the Lamps of Hogan          | 12/17/1965 |  |
| 15 | Reservations Are Required           | 12/24/1965 |  |
| 16 | Anchors Aweigh, Men of Stalag 13    | 12/31/1965 |  |
| 17 | Happy Birthday, Adolf               | 1/7/1966   |  |
| 18 | The Gold Rush                       | 1/14/1966  |  |
| 19 | Hello, Zollie                       | 1/21/1966  |  |
| 20 | It Takes a Thief Sometimes          | 1/28/1966  |  |
| 21 | The Great Impersonation             | 2/4/1966   |  |
| 22 | The Pizza Parlor                    | 2/11/1966  |  |
| 23 | The 43rd, a Moving Story            | 2/25/1966  |  |
| 24 | How to Cook a German Goose by Radar | 3/4/1966   |  |
| 25 | Psychic Kommandant                  | 3/11/1966  |  |
| 26 | The Prince from the Phone Company   | 3/18/1966  |  |
| 27 | The Safecracker Suite               | 3/25/1966  |  |
| 28 | I Look Better in Basic Black        | 4/1/1966   |  |
| 29 | The Assassin                        | 4/8/1966   |  |
| 30 | Cupid Comes to Stalag 13            | 4/15/1966  |  |
| 31 | The Flame Grows Higher              | 4/22/1966  |  |
| 32 | Request Permission to Escape        | 4/29/1966  |  |

### Sezonul II
| n° | Titlu                                             | Premiera   |  |
| -- | ------------------------------------------------- | ---------- |  |
| 33 | Hogan Gives a Birthday Party                      | 9/16/1966  |  |
| 34 | The Schultz Brigade                               | 9/23/1966  |  |
| 35 | Diamonds in the Rough                             | 9/30/1966  |  |
| 36 | Operation Briefcase                               | 10/7/1966  |  |
| 37 | The Battle of Stalag 13                           | 10/14/1966 |  |
| 38 | The Rise and Fall of Sergeant Schultz             | 10/21/1966 |  |
| 39 | Hogan Springs                                     | 10/28/1966 |  |
| 40 | A Klink, A Bomb and a Short Fuse                  | 11/4/1966  |  |
| 41 | Tanks for the Memory                              | 11/11/1966 |  |
| 42 | A Tiger Hunt in Paris, Part 1                     | 11/18/1966 |  |
| 43 | A Tiger Hunt in Paris, Part 2                     | 11/25/1966 |  |
| 44 | Will the Real Adolf Please Stand Up?              | 12/2/1966  |  |
| 45 | Don't Forget to Write                             | 12/9/1966  |  |
| 46 | Klink's Rocket                                    | 12/16/1966 |  |
| 47 | Information Please                                | 12/23/1966 |  |
| 48 | Art for Hogan's Sake                              | 12/30/1966 |  |
| 49 | The General Swap                                  | 1/6/1967   |  |
| 50 | The Great Brinksmeyer Robbery                     | 1/13/1967  |  |
| 51 | Praise the Führer and Pass the Ammunition         | 1/20/1967  |  |
| 52 | Hogan and the Lady Doctor                         | 1/27/1967  |  |
| 53 | The Swing Shift                                   | 2/3/1967   |  |
| 54 | Heil Klink                                        | 2/10/1967  |  |
| 55 | Everyone Has a Brother-in-Law                     | 2/17/1967  |  |
| 56 | Killer Klink                                      | 2/24/1967  |  |
| 57 | Reverend Kommandant Klink                         | 3/3/1967   |  |
| 58 | The Most Escape-Proof Camp I've Ever Escaped From | 3/10/1967  |  |
| 59 | The Tower                                         | 3/17/1967  |  |
| 60 | Colonel Klink's Secret Weapon                     | 3/24/1967  |  |
| 61 | Top Secret Top Coat                               | 3/31/1967  |  |
| 62 | The Reluctant Target                              | 4/7/1967   |  |

### Sezonul III
| n° | Titlu                                                | Premiera   |  |
| -- | ---------------------------------------------------- | ---------- |  |
| 63 | The Crittendon Plan                                  | 9/9/1967   |  |
| 64 | Some of Their Planes Are Missing                     | 9/16/1967  |  |
| 65 | D-Day at Stalag 13                                   | 9/23/1967  |  |
| 66 | Sergeant Schultz Meets Mata Hari                     | 9/30/1967  |  |
| 67 | Funny Thing Happened on the Way to London            | 10/7/1967  |  |
| 68 | Casanova Klink                                       | 10/14/1967 |  |
| 69 | How to Win Friends and Influence Nazis               | 10/21/1967 |  |
| 70 | Nights in Shining Armor                              | 10/28/1967 |  |
| 71 | Hot Money                                            | 11/4/1967  |  |
| 72 | One in Every Crowd                                   | 11/11/1967 |  |
| 73 | Is General Hammerschlag Burning?                     | 11/18/1967 |  |
| 74 | A Russian Is Coming                                  | 11/25/1967 |  |
| 75 | An Evening of Generals                               | 12/2/1967  |  |
| 76 | Everybody Loves a Snowman                            | 12/9/1967  |  |
| 77 | The Hostage                                          | 12/16/1967 |  |
| 78 | Carter Turns Traitor                                 | 12/23/1967 |  |
| 79 | Two Nazis for the Price of One                       | 12/30/1967 |  |
| 80 | Is There a Doctor in the House                       | 1/6/1968   |  |
| 81 | Hogan, Go Home                                       | 1/13/1968  |  |
| 82 | Sticky Wicket Newkirk                                | 1/20/1968  |  |
| 83 | War Takes a Holiday                                  | 1/27/1968  |  |
| 84 | Duel of Honor                                        | 2/3/1968   |  |
| 85 | Axis Annie                                           | 2/10/1968  |  |
| 86 | What Time Does the Balloon Go Up?                    | 2/17/1968  |  |
| 87 | LeBeau and the Little Old Lady                       | 2/24/1968  |  |
| 88 | How to Escape from a Prison Camp Without Even Trying | 3/2/1968   |  |
| 89 | The Collector General                                | 3/9/1968   |  |
| 90 | The Ultimate Weapon                                  | 3/16/1968  |  |
| 91 | Monkey Business                                      | 3/23/1968  |  |
| 92 | Drums Along the Dusseldorf                           | 3/30/1968  |  |

### Sezonul IV
| n°  | Titlu                                                         | Premiera   |  |
| --- | ------------------------------------------------------------- | ---------- |  |
| 93  | Clearance Sale at the Black Market                            | 9/28/1968  |  |
| 94  | Klink vs. The Gonculator                                      | 10/5/1968  |  |
| 95  | How to Catch a Papa Bear                                      | 10/12/1968 |  |
| 96  | Hogan's Tucking Service … We Deliver the Factory to You       | 10/19/1968 |  |
| 97  | To the Gestapo with Love                                      | 10/26/1968 |  |
| 98  | Man's Best Friend Is Not His Dog                              | 11/2/1968  |  |
| 99  | Never Play Cards With Strangers                               | 11/9/1968  |  |
| 100 | Color the Luftwaffe Red                                       | 11/16/1968 |  |
| 101 | Guess Who Came To Dinner                                      | 11/23/1968 |  |
| 102 | No Names Please                                               | 11/30/1968 |  |
| 103 | Bad Day in Berlin                                             | 12/7/1968  |  |
| 104 | Will the Blue Baron Strike Again?                             | 12/14/1968 |  |
| 105 | Will the Real Colonel Klink Please Stand Up Against the Wall? | 12/21/1968 |  |
| 106 | Man in a Box                                                  | 12/28/1968 |  |
| 107 | The Missing Klink                                             | 1/4/1969   |  |
| 108 | Who Stole My Copy of Mein Kampf?                              | 1/11/1969  |  |
| 109 | Operation Hannibal                                            | 1/18/1969  |  |
| 110 | My Favorite Prisoner                                          | 1/25/1969  |  |
| 111 | Watch the Trains Go By                                        | 2/1/1969   |  |
| 112 | Klink's Old Flame                                             | 2/8/1969   |  |
| 113 | Up In Klink's Room                                            | 2/15/1969  |  |
| 114 | The Purchasing Plan                                           | 2/22/1969  |  |
| 115 | The Witness                                                   | 3/1/1969   |  |
| 116 | The Big Dish                                                  | 3/8/1969   |  |
| 117 | The Return of Major Bonacelli                                 | 3/15/1969  |  |
| 118 | Happy Birthday, Dear Hogan                                    | 3/22/1969  |  |

### Sezonul V
| n°  | Titlu                             | Premiera   |  |
| --- | --------------------------------- | ---------- |  |
| 119 | Hogan Goes Hollywood              | 9/26/1969  |  |
| 120 | The Well                          | 10/3/1969  |  |
| 121 | The Klink Commandos               | 10/10/1969 |  |
| 122 | The Gasoline War                  | 10/17/1969 |  |
| 123 | Unfair Exchange                   | 10/24/1969 |  |
| 124 | The Kommandant Dies at Dawn       | 10/31/1969 |  |
| 125 | Bombsight                         | 11/7/1969  |  |
| 126 | The Big Picture                   | 11/14/1969 |  |
| 127 | The Big Gamble                    | 11/21/1969 |  |
| 128 | The Defector                      | 11/28/1969 |  |
| 129 | The Empty Parachute               | 12/5/1969  |  |
| 130 | The Antique                       | 12/12/1969 |  |
| 131 | Is There a Traitor in the House?  | 12/19/1969 |  |
| 132 | At Last - Schultz Knows Something | 12/26/1969 |  |
| 133 | How's the Weather?                | 1/2/1970   |  |
| 134 | Get Fit or Go Fight               | 1/9/1970   |  |
| 135 | Fat Hermann, Go Home              | 1/16/1970  |  |
| 136 | The Softer They Fall              | 1/23/1970  |  |
| 137 | Gowns by Yvette                   | 1/30/1970  |  |
| 138 | One Army at a Time                | 2/13/1970  |  |
| 139 | Standing Room Only                | 2/20/1970  |  |
| 140 | Six Lessons from Madame LaGrange  | 2/27/1970  |  |
| 141 | The Sergeant's Analyst            | 3/6/1970   |  |
| 142 | The Merry Widow                   | 3/13/1970  |  |
| 143 | Crittendon's Commandos            | 3/20/1970  |  |
| 144 | Klink's Escape                    | 3/27/1970  |  |

### Sezonul VI
| n°  | Titlu                          | Premiera   |  |
| --- | ------------------------------ | ---------- |  |
| 145 | Cuisine à la Stalag 13         | 9/20/1970  |  |
| 146 | The Experts                    | 9/27/1970  |  |
| 147 | Klink's Masterpiece            | 10/4/1970  |  |
| 148 | Lady Chitterly's Lover, Part 1 | 10/11/1970 |  |
| 149 | Lady Chitterly's Lover, Part 2 | 10/18/1970 |  |
| 150 | The Gestapo Takeover           | 10/25/1970 |  |
| 151 | Kommandant Schultz             | 11/1/1970  |  |
| 152 | Eight O'Clock and All Is Well  | 11/8/1970  |  |
| 153 | The Big Record                 | 11/15/1970 |  |
| 154 | It's Dynamite                  | 11/22/1970 |  |
| 155 | Operation Tiger                | 11/29/1970 |  |
| 156 | The Big Broadcast              | 12/6/1970  |  |
| 157 | The Gypsy                      | 12/13/1970 |  |
| 158 | The Dropouts                   | 12/27/1970 |  |
| 159 | Easy Come, Easy Go             | 1/10/1971  |  |
| 160 | The Meister Spy                | 1/17/1971  |  |
| 161 | That's No Lady, That's My Spy  | 1/24/1971  |  |
| 162 | To Russia Without Love         | 1/31/1971  |  |
| 163 | Klink for the Defense          | 2/7/1971   |  |
| 164 | The Kamikazes Are Coming       | 2/21/1971  |  |
| 165 | Kommandant Gertrude            | 2/28/1971  |  |
| 166 | Hogan's Double Life            | 3/7/1971   |  |
| 167 | Look at the Pretty Snowflakes  | 3/21/1971  |  |
| 168 | Rockets or Romance             | 04/04/1971 |  |